# Institut indien de technologie de Kharagpur
L'Institut indien de technologie de Kharagpur, abrégé en IIT Kharagpur ou IIT KGP (भारतीय प्रौद्योगिकी संस्थान खड़गपुर en devanagari) est un institut d'ingénierie et de technologie basé à Kharagpur au Bengale-Occidental et fondé par le gouvernement indien en 1951. Il fut créé pour former les scientifiques et ingénieurs indiens après l'indépendance obtenue en 1947. Ce fut à l'époque le premier des sept instituts indiens de technologie. L'IIT Kharagpur est officiellement reconnu par le gouvernement indien comme institut d'importance nationale et est considéré comme l'une des meilleures écoles d'ingénierie en Inde. Sa structure organisationnelle ainsi que sa politique d'admission des nouveaux étudiants s'inscrivent dans un programme commun aux 7 IIT. De tous les autres IIT, l'institut de Kharagpur abrite le plus grand nombre d'étudiants et le plus vaste campus (approximativement 850 hectares). Il possède le plus de sections universitaires et est reconnu pour ses nombreux festivals tels les Illumination and Rangoli, Spring Fest et Kshitij.